# Tapijt van Vlaardingen
Het Tapijt van Vlaardingen is een hedendaags historisch wandkleed dat de geschiedenis uitbeeldt van de Slag bij Vlaardingen in 1018. De inspiratie voor het tapijt is het elfde-eeuwse Tapijt van Bayeux waarop het verloop van de slag bij Hastings is uitgebeeld. Het Vlaardingse tapijt is gemaakt op zes meter lang 19-draads linnen en geborduurd met wol. Het toont allerlei voorstellingen met betrekking tot deze veldslag waarin Graaf Dirk de Derde van Holland naar aanleiding van een feodaal conflict de troepen van de Duitse Keizer versloeg.

## De slag
Nadat Dirk de Derde besloot tolgeld te heffen op de lading van schepen die tussen Engeland en Tiel voeren en deze inkomsten niet af te dragen aan zijn leenheer, stuurde de toenmalige Duitse keizer een leger naar Vlaardingen om dit bestraffen. Dit liep uit op de veldslag op 29 juli 1018 die door de Hollandse graaf met zijn plaatselijke troepen werd gewonnen. De overwinning is ook wel aangemerkt als het begin van de onafhankelijkheid van het graafschap Holland.

## Het project
Aanleiding voor het maken van het werk was de 1000-jarige herdenking van deze historische gebeurtenis, die in 2018 plaatsvond en werd gevierd met een heropvoering van de slag. De archeologische vereniging Helinium kwam met het idee voor dit tapijt in de stijl van het Tapijt van Bayeux. De eerste steek werd gezet op 9 november 2017 en de symbolische laatste steek op 28 november 2019 door de toenmalige burgemeester Annemiek Jetten.
Het oorspronkelijke ontwerp voor het tapijt is gemaakt door illustrator en beeldend kunstenaar John Rabou. Hij maakte reeds in 2000 vier panelen met daarop de veldslag en de gebeurtenissen in de decennia erna. Vanaf 2017 werd er door in totaal 38 personen aan het tapijt gewerkt. Daarbij werd de ‘Bayeux-steek’ gehanteerd.

## Afbeeldingen
Het tapijt toont vier taferelen, gebaseerd op de historie zoals beschreven door de kroniekschrijver Alpertus van Metz
- Rovers, Friezen en handelaren: een keizerlijk leger in het Merwedewoud - de voorgeschiedenis
- Strijd tussen de sloten: een handvol boeren verslaat een keizerlijk leger - de gebeurtenissen in 1018
- De strijd gaat door: de burcht van Vlaardingen ingenomen - de gebeurtenissen in 1047
- Schandelijke moord te Vlaardingen: het vernederende einde van een hertog - de gebeurtenissen in 1076

Evenals op het Tapijt van Bayeux staat op een van deze afbeeldingen een komeet met een lange staart die destijds aan het firmament verscheen, wat werd beschouwd als een onheilspellend voorteken.